# Nikita Nikitič Romanov
Il principe Nikita Nikitič Romanov (Londra, 13 maggio 1923 – 3 maggio 2007) è stato uno storico russo, e membro della famiglia imperiale.

## Biografia
Figlio del principe Nikita Aleksandrovič e della contessa Marija Ilarianovna Vorontzova-Daschkova, era nipote dei granduchi Xenia  (1875-1960), figlia dello zar Alessandro III e Aleksandr Michajlovič Romanov, e fratello maggiore del principe Aleksandr Nikitič. Cresciuto in Inghilterra, dove risiedeva sua nonna ed i suoi genitori, giuntò all'età matura si trasferì negli Stati Uniti, dove già vivevano molti suoi parenti, tra cui il prozio paterno Vasilij Aleksandrovič Romanov.
Il principe Nikita studiò all'Università di Berkeley, California e si laureò in Storia dell'arte ed in seguito insegnò Storia alla San Francisco State University e nel 1975 scrisse assieme a Pierre Stephen Robert Payne un testo su Ivan il Terribile.
Il principe Nikita sposò il 14 luglio 1961 a Londra Jane Anna Schoenwald da cui ebbe un figlio: il principe Fedor Nikitič (1974-2007), un vegano studioso di lingue classiche, egiziano e lingue antiche alla Columbia e Brown University, dove ottenne la laurea con il massimo dei voti, e che si suicidò a Pompano Beach in Florida, il 25 agosto 2007.
Il 3 maggio 2007 Nikita Romanov morì di ictus.

## Ascendenza
|                                            |                                       |                                       | Genitori                               |  |  | Nonni |  |  | Bisnonni                      |  |  | Trisnonni              |  |
|                                            |                                       |                                       |                                        |  |  |       |  |  | 8. Michail Nikolaevič Romanov |  |  | 16. Nicola I di Russia |  |
|                                            |                                       |                                       |                                        |  |  |       |  |  | 8. Michail Nikolaevič Romanov |  |  | 16. Nicola I di Russia |  |
|                                            |                                       | 17. Carlotta di Prussia               |                                        |  |  |       |  |  | 8. Michail Nikolaevič Romanov |  |  |                        |  |
| 4. Aleksandr Michajlovič Romanov           |                                       |                                       |                                        |  |  |       |  |  | 8. Michail Nikolaevič Romanov |  |  |                        |  |
|                                            |                                       | 9. Cecilia di Baden                   | 18. Leopoldo di Baden                  |  |  |       |  |  |                               |  |  |                        |  |
|                                            |                                       | 9. Cecilia di Baden                   | 18. Leopoldo di Baden                  |  |  |       |  |  |                               |  |  |                        |  |
|                                            |                                       | 9. Cecilia di Baden                   | 19. Sofia Guglielmina di Svezia        |  |  |       |  |  |                               |  |  |                        |  |
| 2. Nikita Aleksandrovič Romanov            |                                       | 9. Cecilia di Baden                   |                                        |  |  |       |  |  |                               |  |  |                        |  |
|                                            |                                       | 10. Alessandro III di Russia          | 20. Alessandro II di Russia            |  |  |       |  |  |                               |  |  |                        |  |
|                                            |                                       | 10. Alessandro III di Russia          | 20. Alessandro II di Russia            |  |  |       |  |  |                               |  |  |                        |  |
|                                            |                                       | 10. Alessandro III di Russia          | 21. Maria d'Assia-Darmstadt            |  |  |       |  |  |                               |  |  |                        |  |
| 5. Ksenija Aleksandrovna Romanova          |                                       | 10. Alessandro III di Russia          |                                        |  |  |       |  |  |                               |  |  |                        |  |
|                                            |                                       | 11. Dagmar di Danimarca               | 22. Cristiano IX di Danimarca          |  |  |       |  |  |                               |  |  |                        |  |
|                                            |                                       | 11. Dagmar di Danimarca               | 22. Cristiano IX di Danimarca          |  |  |       |  |  |                               |  |  |                        |  |
|                                            |                                       | 11. Dagmar di Danimarca               | 23. Luisa d'Assia-Kassel               |  |  |       |  |  |                               |  |  |                        |  |
| 1. Nikita Nikitič Romanov                  |                                       | 11. Dagmar di Danimarca               |                                        |  |  |       |  |  |                               |  |  |                        |  |
|                                            | 12. Illarion Ivanovič Voroncov-Daškov | 24. Ivan Illarionovič Voroncov-Daškov |                                        |  |  |       |  |  |                               |  |  |                        |  |
|                                            | 12. Illarion Ivanovič Voroncov-Daškov | 24. Ivan Illarionovič Voroncov-Daškov |                                        |  |  |       |  |  |                               |  |  |                        |  |
|                                            | 12. Illarion Ivanovič Voroncov-Daškov | 25. Aleksandra Kirillovna Naryškina   |                                        |  |  |       |  |  |                               |  |  |                        |  |
| 6. Illarion Illarionovič Voroncov-Daškov   | 12. Illarion Ivanovič Voroncov-Daškov |                                       |                                        |  |  |       |  |  |                               |  |  |                        |  |
|                                            |                                       | 13. Elizaveta Andreevna Šuvalova      | 26. Andrej Pavlovič Šuvalov            |  |  |       |  |  |                               |  |  |                        |  |
|                                            |                                       | 13. Elizaveta Andreevna Šuvalova      | 26. Andrej Pavlovič Šuvalov            |  |  |       |  |  |                               |  |  |                        |  |
|                                            |                                       | 13. Elizaveta Andreevna Šuvalova      | 27. Sof'ja Michajlovna Voroncova       |  |  |       |  |  |                               |  |  |                        |  |
| 3. Marija Ilarianovna Vorontzova-Daschkova |                                       | 13. Elizaveta Andreevna Šuvalova      |                                        |  |  |       |  |  |                               |  |  |                        |  |
|                                            |                                       | 14. Vasily Lvovič Naryškin            | 28. Lev Kirillovič Naryškin            |  |  |       |  |  |                               |  |  |                        |  |
|                                            |                                       | 14. Vasily Lvovič Naryškin            | 28. Lev Kirillovič Naryškin            |  |  |       |  |  |                               |  |  |                        |  |
|                                            |                                       | 14. Vasily Lvovič Naryškin            | 29. Maria Vasilievna Dolgorukova       |  |  |       |  |  |                               |  |  |                        |  |
| 7. Irina Vasilievna Naryshkina             |                                       | 14. Vasily Lvovič Naryškin            |                                        |  |  |       |  |  |                               |  |  |                        |  |
|                                            |                                       | 15. Tebro Pavlovna Naryškina          | 30. Aleksandr Ivanovič Barjatinsky     |  |  |       |  |  |                               |  |  |                        |  |
|                                            |                                       | 15. Tebro Pavlovna Naryškina          | 30. Aleksandr Ivanovič Barjatinsky     |  |  |       |  |  |                               |  |  |                        |  |
|                                            |                                       | 15. Tebro Pavlovna Naryškina          | 31. Elizaveta Dmitrievna Baryatinskaya |  |  |       |  |  |                               |  |  |                        |  |
|                                            |                                       | 15. Tebro Pavlovna Naryškina          |                                        |  |  |       |  |  |                               |  |  |                        |  |